# APC (gen)
El gen APC (Adenomatous polyposis coli) es un gen supresor tumoral que codifica una proteína que juega un importante papel en la supresión de tumores, ayudando a controlar la frecuencia con la que una célula se divide, cómo se adhiere a otras células dentro de un tejido y si una célula se mueve dentro o lejos de un tejido. Esta proteína también ayuda a garantizar que la cantidad de cromosomas en una célula sea correcta después de la división celular. La proteína APC realiza estas tareas principalmente a través de la asociación con otras proteínas, especialmente aquellas que están involucradas en la unión y señalización celular. La pérdida de su función que puede estar ocasionada por diferentes mutaciones, facilita la aparición de cáncer colorrectal y provoca la enfermedad denominada poliposis adenomatosa familiar. El gen APC humano se encuentra situado en el brazo largo del cromosoma 5, entre las posiciones 21 y 22, desde la base 112.118.468 hasta la 112.209.532, está compuesto 21 exones y codifica una proteína formada por 2843 aminoácidos. Ha sido identificado en todos los animales mamíferos a los que se les ha estudiado el genoma.
Las mutaciones en la línea germinal del gen APC, es decir las que afectan a las células productoras de gametos, son las responsables de la aparición de poliposis adenomatosa familiar, enfermedad genética de herencia autosómica dominante, que puede transmitirse a los descendientes y ocasiona entre otras manifestaciones una alta probabilidad de desarrollar cáncer de colon. En cambio, las mutaciones esporádicas, es decir las que afectan a las células somáticas o no germinales, tienen lugar en el 80% de los cánceres de colón no hereditario y no son transmisibles a la descendencia.